# 13365 Tenzinyama
13365 Tenzinyama este un asteroid din centura principală de asteroizi.

## Descriere
13365 Tenzinyama este un asteroid din centura principală de asteroizi. A fost descoperit pe 26 octombrie 1998 la Nanyo de Tomimaru Okuni. Asteroidul prezintă o orbită caracterizată de o semiaxă mare de 3,03 ua, o excentricitate de 0,10 și o înclinație de 8,9° în raport cu ecliptica.